# Tellurure de plomb(II)
Le tellurure de plomb est un composé chimique de formule PbTe. C'est un matériau semi-conducteur à bande interdite étroite dont la forme minérale est l'altaïte.
PbTe est souvent allié à l'étain pour former du tellurure d'étain et de plomb, utilisé dans les photodétecteurs à infrarouge. C'est également un bon matériau thermoélectrique, notamment en raison de sa faible conductivité thermique.